# Rajecká Lesná
Rajecká Lesná (maďarsky Frivaldnádas, do roku 1907 Trsztyennafrivald) je obec na Slovensku v okrese Žilina. Žije v ní přibližně 1 200 obyvatel. První písemná zmínka o vesnici pochází z roku 1413. Rajecká Lesná je poutní místo. Leží asi 26 kilometrů jižně od Žiliny. V obci má svůj závod na balení minerálních vod Rajec skupina Kofola. Do správního území obce zasahuje část přírodní rezervace Šujské rašelinisko.

## Poutní místo
Kromě světové rarity – unikátního Slovenského betlému – sem ročně přicházejí tisíce lidí, aby navštívili baziliku Narození Panny Marie s milostivou sochou Frivaldské Panny Marie ze 16. století (podle starého názvu Rajecké Lesné – Frivald). V roce 2002 byl kostel vyhlášen za baziliku minor. Poutníky také přitahuje i kalvárie s křížovou cestou, na konci které se nachází kostelík Nanebevstoupení Páně. Pod kalvárií prýští léčivý pramen.

## Galerie

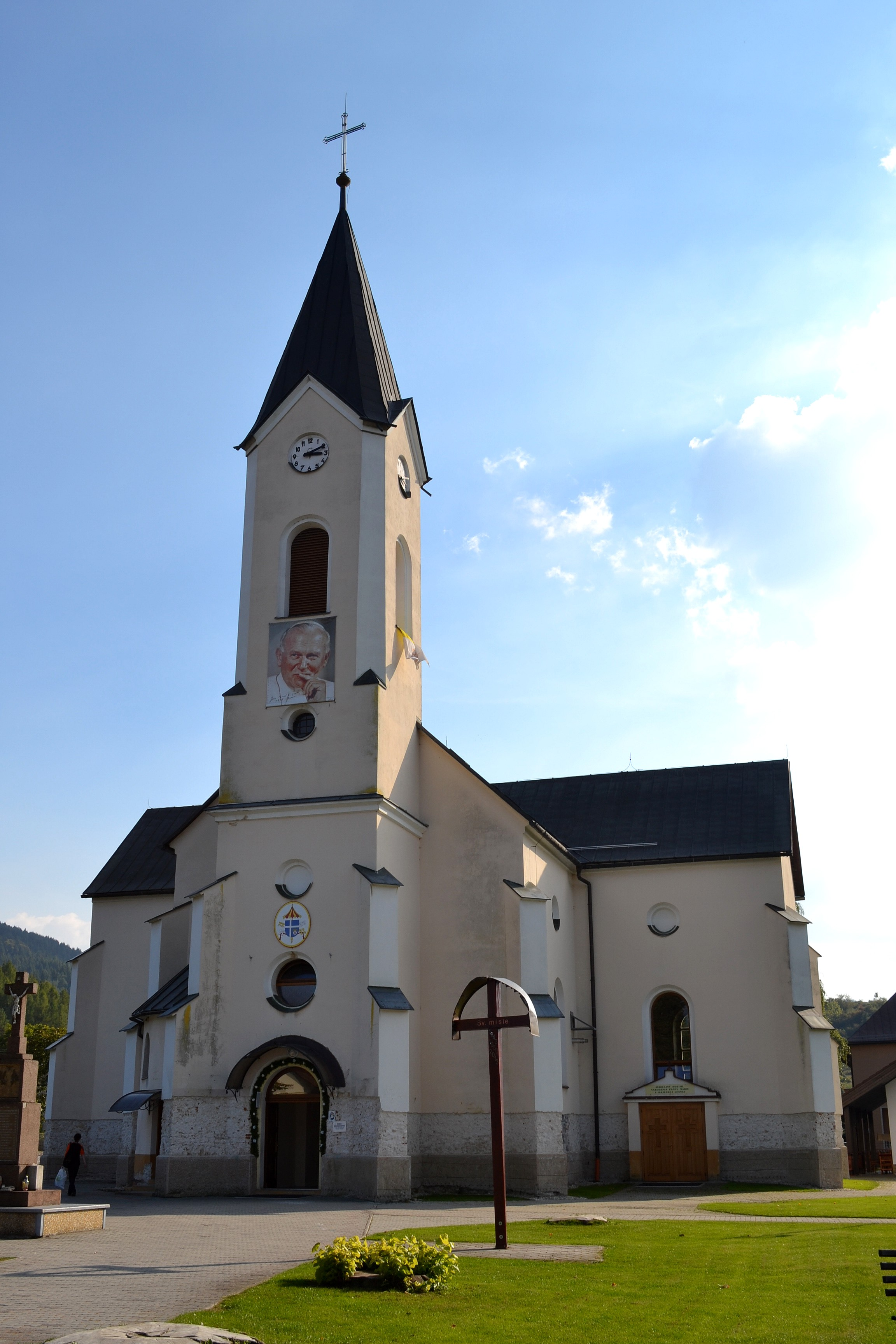
Bazilika Narození Panny Marie
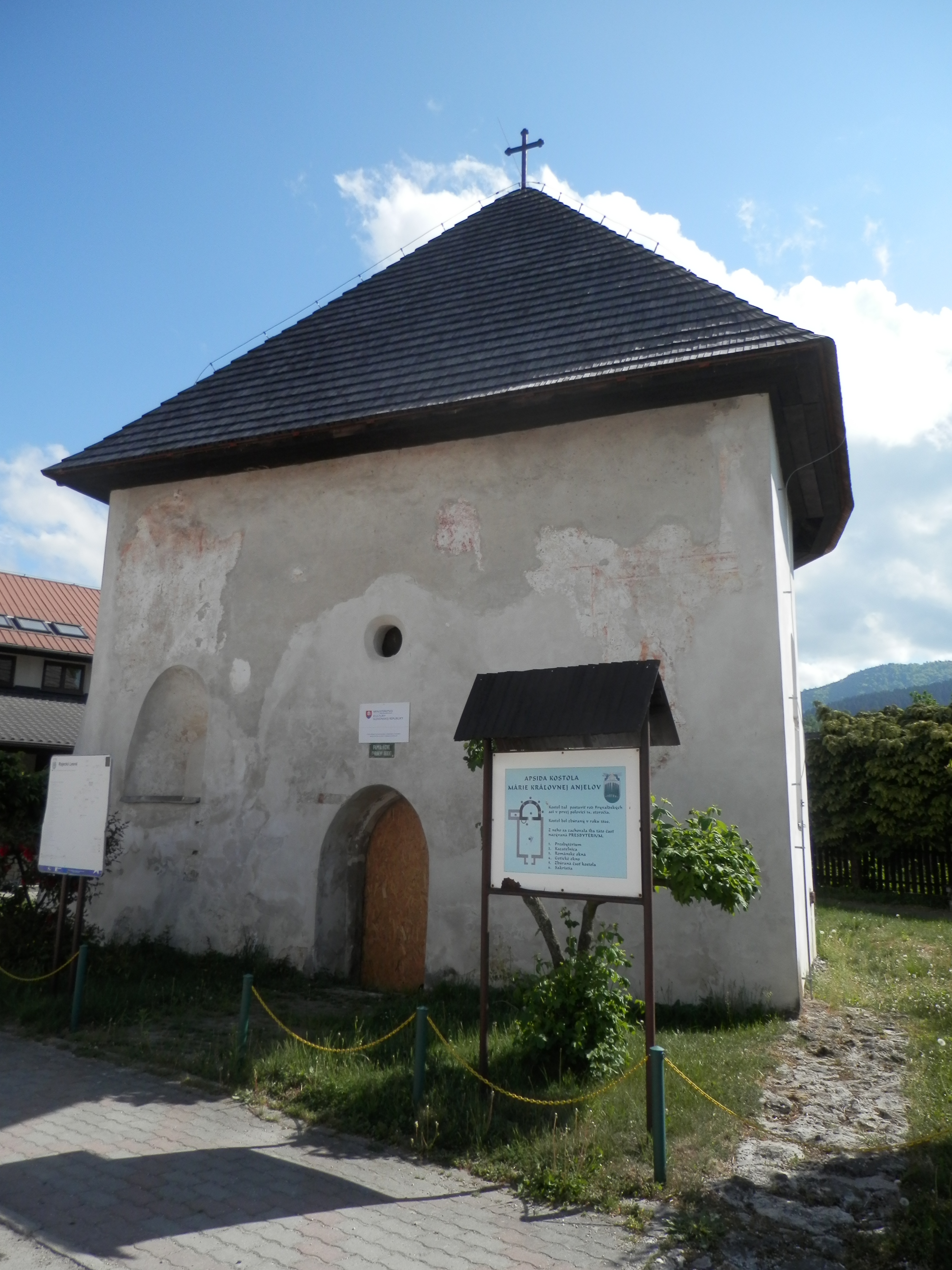
Kostel Márie královny andělů
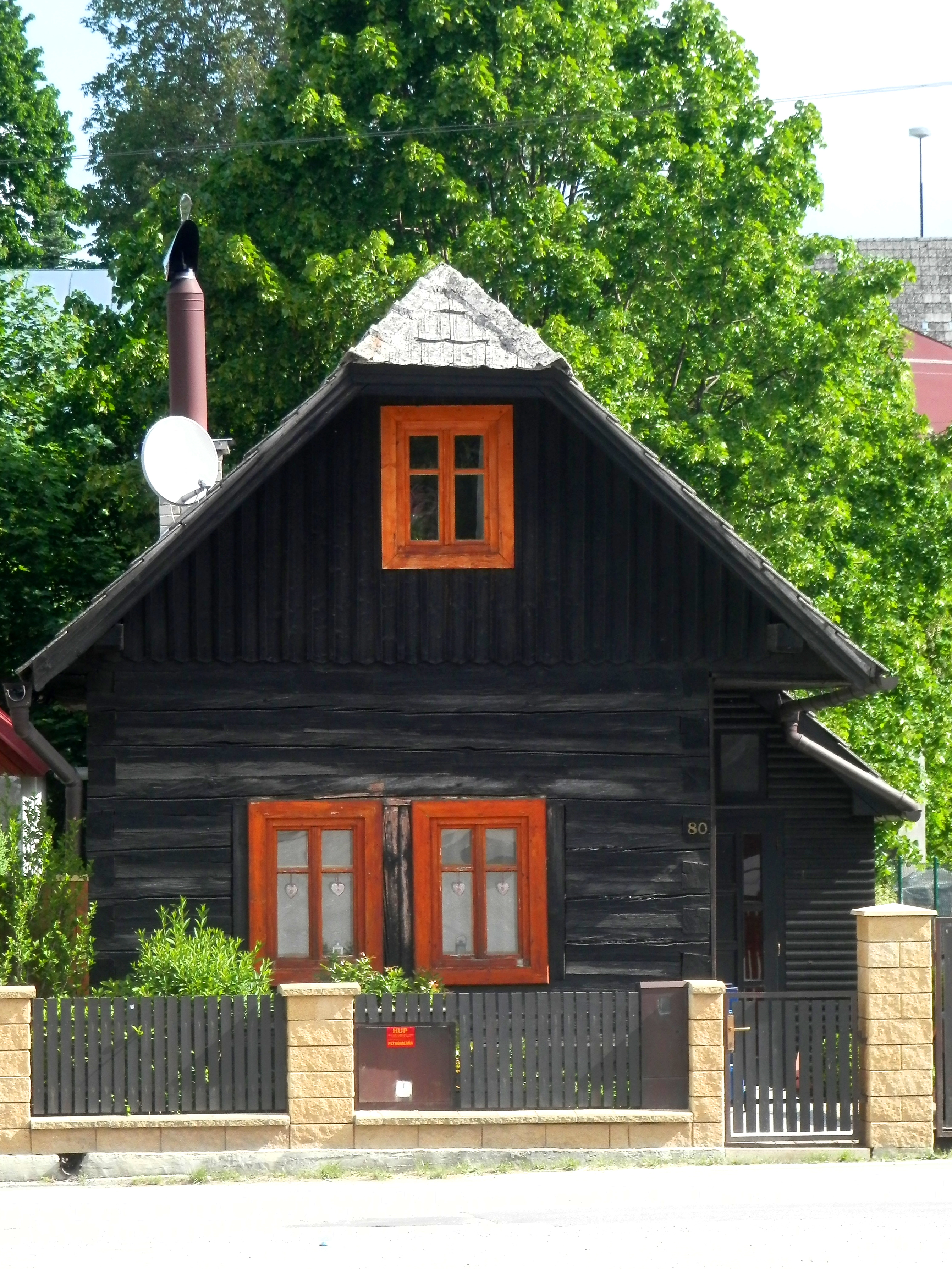
Lidové stavby
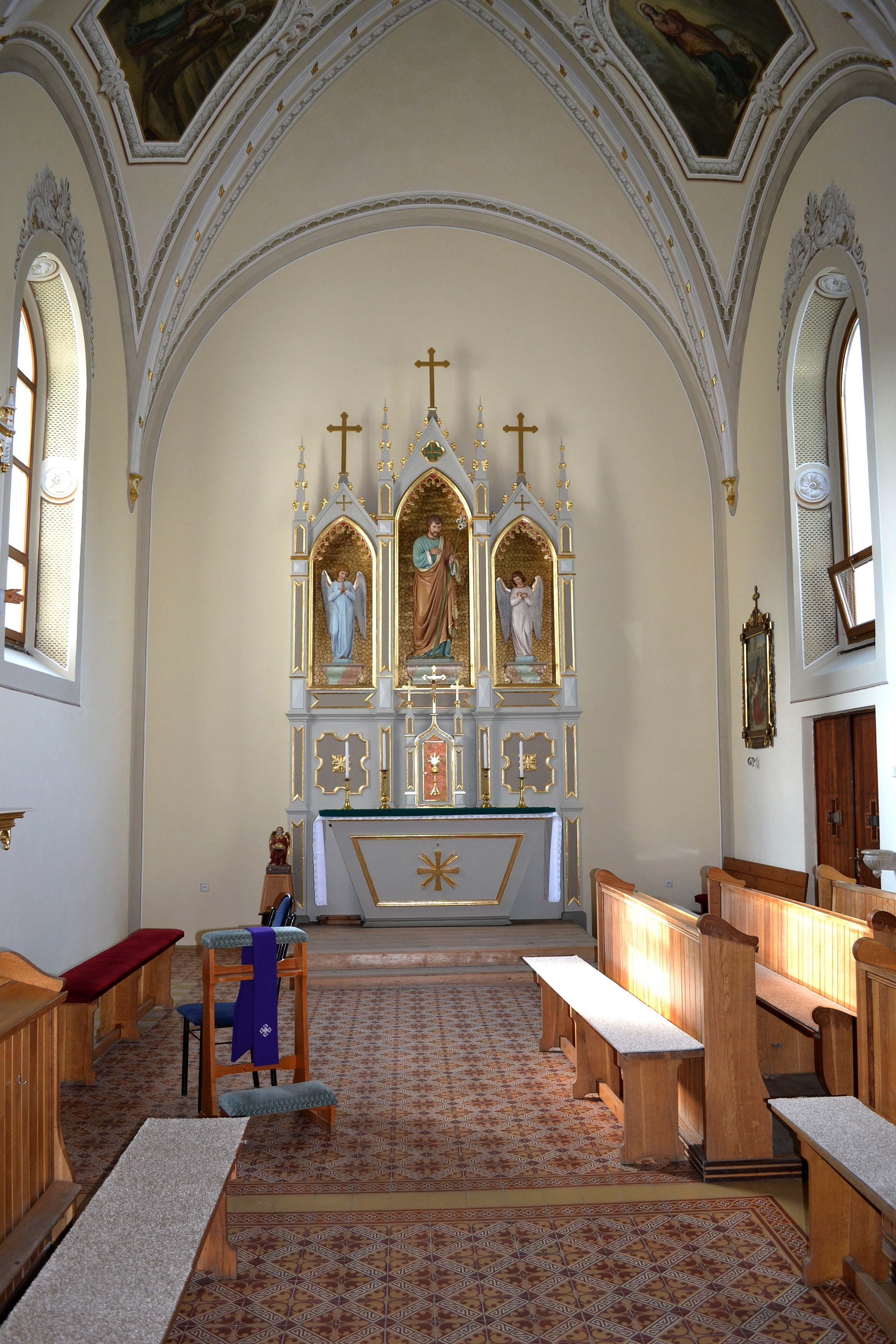
Kostel interiér
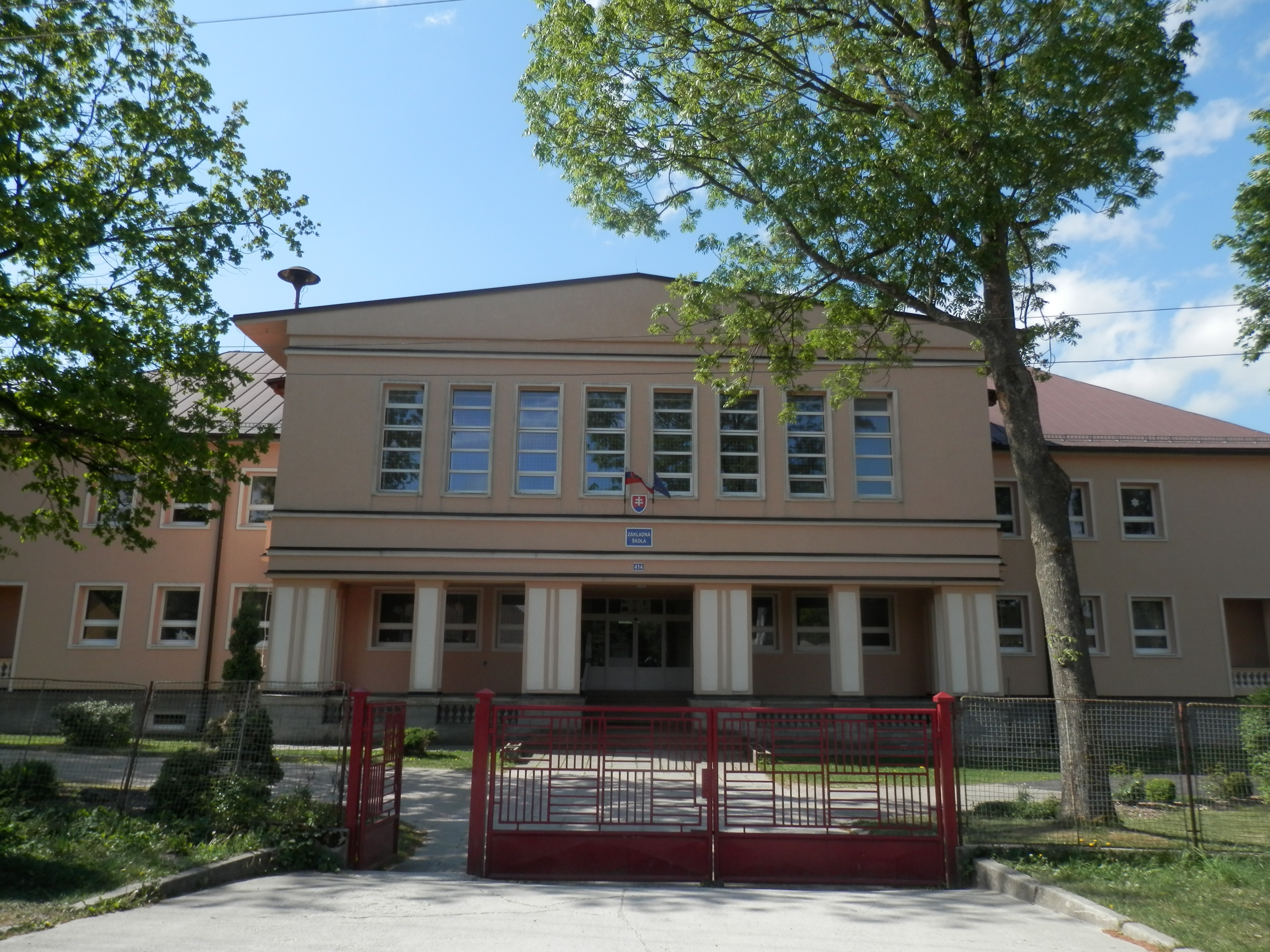
Základní škola
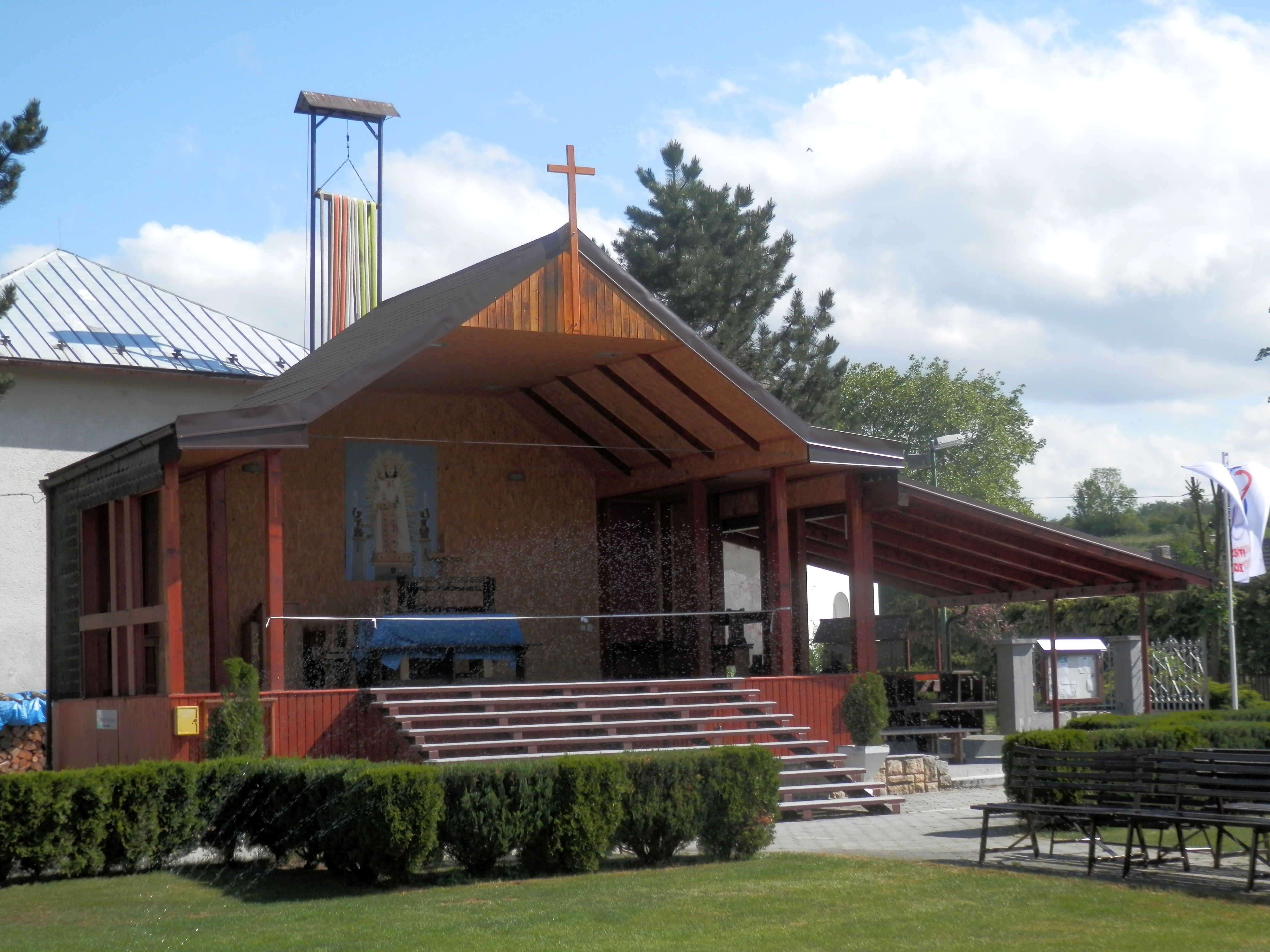
Oltář
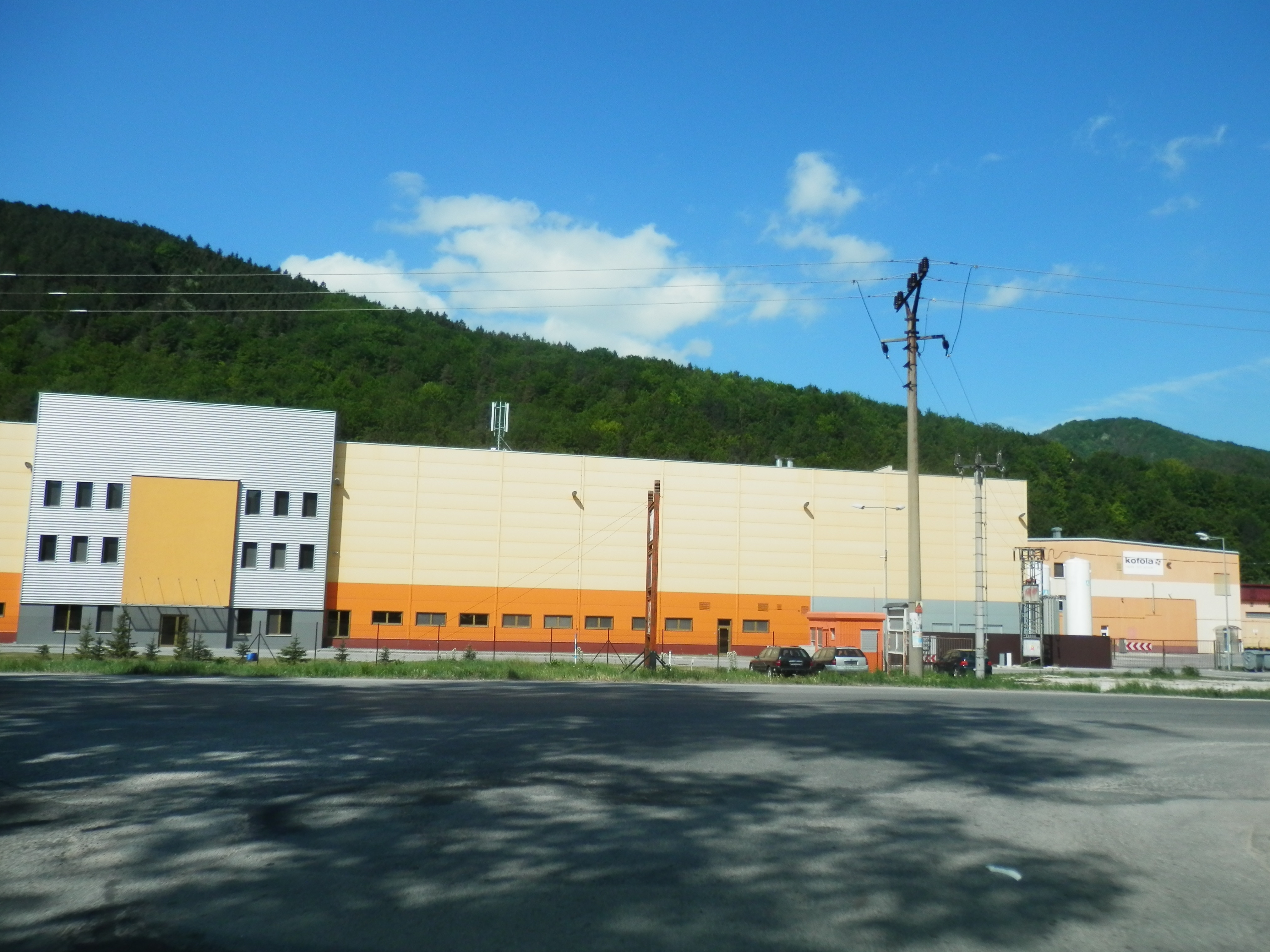
Závod Kofola